# Sucha (powiat poddębicki)
Sucha – zniesiona wieś w Polsce położona w województwie łódzkim, w powiecie poddębickim, w gminie Wartkowice.
| SIMC    | Nazwa       | Rodzaj    |
| ------- | ----------- | --------- |
| 0716885 | Sucha Dolna | część wsi |
| 0716891 | Sucha Górna | część wsi |

Nazwę wsi zniesiono z 2025 r. W latach 1975–1998 miejscowość należała administracyjnie do województwa sieradzkiego.
Liczba mieszkańców w roku 2011 wynosiła 136 osób. 